# Troms Forsvarsmuseum
Troms Forsvarsmuseum är ett militärhistoriskt och fordonsmuseum i Setermoen i Bardu kommun. Det ingår i Midt-Troms Museum
Troms Forsvarsmuseum har en samling militära fordon, både pansrade och icke pansrade, som har använts i det norska försvaret.